# Carlo Felice của Sardegna
Carlo Felice (tiếng Ý: Carlo Felice Giuseppe Maria; 6 tháng 4 năm 1765 – 27 tháng 4 năm 1831) là Vua của Sardegna và là người cai trị Các nhà nước Savoyard từ ngày 12 tháng 3 năm 1821 cho đến khi qua đời vào năm 1831. Trong giai đoạn 1799-1814, ông được anh trai Vittorio Emanuele I của Sardegna bổ nhiệm làm phó vương và nắm toàn quyền cai trị Vương quốc Sardegna. Vì thế Carlo Felice trên thực tế là một nhà cai trị trong kỷ nguyên Napoleon.
Vì không có con thừa tự nên Felice trở thành vị quân chủ cuối cùng thuộc dòng dõi nam của Vương tộc Savoia bắt nguồn từ Vittorio Amedeo I. Sau cái chết của Felice, ngai vàng được thừa kế bởi Thân vương Carlo Alberto xứ Carignano, hậu duệ đời thứ 5 của Hoàng thân Tommaso Francesco, người đã lập ra dòng Savoia-Carignano và là em trai của Vittorio Amedeo I. 
Sau Carlo Felice, chưa đến 3 thập kỷ nữa thì triều đại Savoia sẽ thống nhất Ý để lập ra Vương quốc Ý. 

## Cuộc sống đầu đời

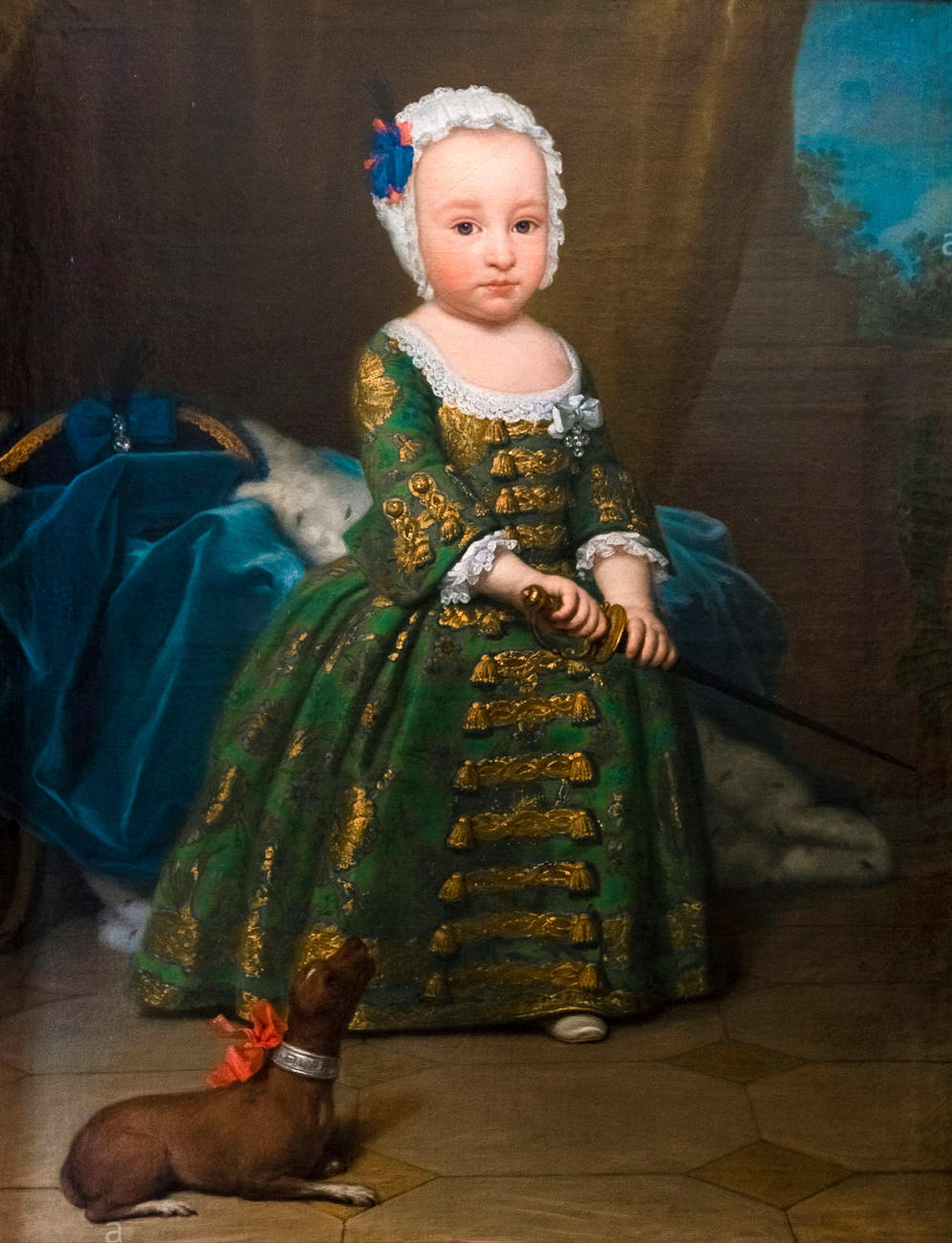
Chân dung Carlo Felice khi còn nhỏ, của Giuseppe Duprà, k. 1765-67

Carlo Felice sinh ra tại đô thành Turin, là người con thứ 11 và là con trai thứ 5 của Vittorio Amedeo III xứ Savoia và María Antonia Fernanda của Tây Ban Nha. Ông bà nội của ông là Carlo Emanuele III của Sardegna và người vợ Đức Polyxena xứ Hessen-Rotenburg. Ông bà ngoại của ông là Vua Felipe V của Tây Ban Nha và người vợ thứ 2 gốc Ý của ông, Elisabeth Farnese, nữ thừa kế của Công quốc Parma.
Ông là em trai của hai vị quân chủ khác của Vương tộc Savoia là Carlo Emanuele IV của Sardegna và Vittorio Emanuele I của Sardegna. Ông đã trải qua thời thơ ấu của mình với chị gái Maria Carolina và em trai Giuseppe Benedetto Placido, Bá tước xứ Moriana, tại Lâu đài Moncalieri.
Ngay từ khi còn trẻ, Carlo Felice đã được mô tả là có tính cách rất phức tạp: một mặt là người kiên định và cứng nhắc, kín đáo, hay ngờ vực và bốc đồng, nếu không muốn nói là dễ xúc động và hay trả thù; mặt khác là người trung thực, chân thành và có khả năng bộc lộ cảm xúc và tình cảm. Ông là người thông minh, đôi khi còn cạnh khoé người khác dưới hình thức mỉa mai. Ông sở hữu một quan niệm thiêng liêng về chế độ quân chủ và quyền trị vì.
Trong những năm diễn ra Cách mạng Pháp và chiến dịch Ý, Carlo Felice đã hình thành một "triều đình song song" đối lập với nhóm của Vua Carlo Emanuele IV, cùng với anh trai Vittorio Emanuele, vợ của ông là Maria Theresa, Maurizio Giuseppe Công tước xứ Monferrat và Giuseppe Placido, bá tước xứ Moriana.
Trong thời kỳ này, Carlo Felice bắt đầu viết nhật ký cá nhân, đây là nguồn thông tin quan trọng về các sự kiện và xung đột của ông với triều đình ở Savoia của anh trai.

## Chiến dịch Ý (1792–1798)
Khi chiến tranh nổ ra với Đệ nhất Cộng hòa Pháp, Carlo Felice không tự nhận mình là một người lính, mặc dù đã được đào tạo về quân sự. Năm 1792, sau khi Pháp chiếm đóng Công quốc Savoia và Bá quốc Nice, ông đã theo quân đội đến Saluzzo và năm 1793, ông đi cùng cha mình là Vittorio Amedeo III, người đã chỉ đạo các hoạt động tái chiếm Nice và Savoia cùng với quân Áo dưới quyền tướng J. de Vins, vào Thung lũng Susa, đến Pinerolo, Cuneo và Tende.
Trong mọi trường hợp, Carlo Felice vẫn ở rất xa tiền tuyến. Vào mùa xuân năm 1794, sau khi anh trai mình là Công tước xứ Monferrat đến Aosta, Carlo Felice và Giuseppe Placido đã đến Morgex để chiếm lại một số vị trí có tầm quan trọng chiến lược tương đối, nhưng họ đã không đạt được gì.
Vào ngày 28 tháng 4 năm 1796, Vittorio Amedeo III buộc phải ký Hiệp định đình chiến Cherasco với người Pháp, sau đó là Hiệp ước Paris vào ngày 15 tháng 5, chấp nhận quyền kiểm soát của Pháp đối với Nice, Savoia, Genevoise và một số pháo đài. Carlo Felice, người được phong là Công tước xứ Genoa, đã nhận được danh hiệu Hầu tước xứ Susa để bù đắp cho tổn thất danh nghĩa của mình.
Vittorio Amedeo III qua đời vào tháng 10 cùng năm và được Thân vương xứ Piedmont kế vị làm với vương hiệu Carlo Emanuele IV của Sardegna. Mối quan hệ giữa vị vua mới và em trai Carlo Felice chưa bao giờ tốt đẹp, và giờ đây đã xấu đi nhiều, khi nhà vua cố gắng giữ bí mật với  em mình về các vấn đề của nhà nước.
Hai năm sau khi trị vì, Carlo Emanuele IV buộc phải từ bỏ mọi quyền kiểm soát của hoàng gia trên đất liền. Cùng với nhà vua và phần còn lại của gia đình hoàng gia, Carlo Felice rời Turin vào tối ngày 9 tháng 12 năm 1798 đến Cagliari của đảo Sardegna, nơi họ đến vào ngày 3 tháng 3 năm 1799.

## Phó vương Sardegna (1799-1814)

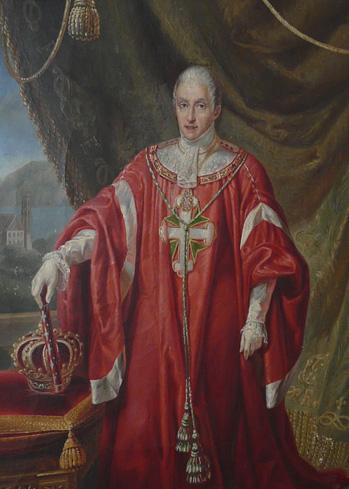
Carlo Felice trong trang phục Grand master của Dòng Thánh Maurice và Lazarus

Carlo Emmanuel IV không có con và sau cái chết của vợ, ông đã thoái vị để nhường ngôi cho em trai mình là Vittorio Emmanuel I vào ngày 4 tháng 6 năm 1802. Người sau không tự nắm giữ các lãnh địa ở Sardegna mà giao phó chúng cho Carlo Felice làm phó vương.
Chính quyền Sardegna của Carlo Felice khá cứng nhắc và độc đoán. Kể từ phong trào cách mạng Sardegna vào năm 1794, hòn đảo đã trải qua một thời kỳ hỗn loạn, trầm trọng hơn bởi tình trạng nghèo đói lan rộng, dẫn đến gia tăng tội phạm, mà phó vương đã đàn áp một cách khắc nghiệt, ông ấy đã viết cho anh trai mình: "giết chóc, giết chóc, vì lợi ích của loài người".
Carlo Felice đã thiết lập một chế độ quân sự, theo đó thần dân Sardegna của ông gọi ông là "Carlo Feroce" (Carlo hung dữ). Công cụ của chế độ này là tòa án đặc biệt của phái đoàn Phó vương để điều tra các thủ tục chính trị, đã hành động ngay lập tức chống lại "capopolo" (lãnh đạo của nhân dân), Vincenzo Sulis, người không phạm tội gì khác ngoài việc thành công hơn phó vương trong việc đánh bại các phong trào cách mạng. Khi Sulis bị kết án 20 năm tù, phó vương coi đó là một bản án khoan hồng. Hơn nữa, trong cuộc đàn áp "tội phạm nhà nước", Carlo Felice đã hợp pháp hóa việc áp dụng các thủ tục quân sự và trao mọi quyền lực cho cảnh sát, từ do thám đến kiểm duyệt thư từ và treo thưởng cho những kẻ tình nghi.
Tuy nhiên, trong công cuộc tái tổ chức của mình, ông đã thể hiện năng lượng đáng chú ý để kiểm soát quyền tự chủ của ngành tư pháp và bộ máy quan liêu địa phương và đã sửa chữa được một số hành vi lạm dụng của chế độ phong kiến.
Trên thực tế, khi Stamenti, Nghị viện của vương quốc, bỏ phiếu để trả khoản thuế 400.000 lire, Carlo đã gây áp lực đáng kể để những tầng lớp nghèo nhất được miễn thuế và ông đã giải quyết các tranh chấp trong quyền tài phán phong kiến có lợi cho chư hầu thay vì lãnh chúa phong kiến. Khi một cuộc nổi loạn chống phong kiến diễn ra chống lại Công tước xứ Asinara, người đã từ chối tuân thủ các quy định của phó vương, Carlo đã quyết định trừng phạt cả công tước, người đã bị tước đoạt tài sản, cũng như những người cách mạng.
Bất chấp tình hình chính trị và xã hội bấp bênh, Carlo đã có thể mang lại một số cải thiện cho nền nông nghiệp và kinh tế của hòn đảo. Dưới sự cai trị của ông, một xã hội nông nghiệp và một văn phòng quản lý các mỏ và rừng của Vương miện đã được thành lập. Ngoài ra, việc trồng ô liu được khuyến khích và các hợp đồng thương mại đã được cấp để khuyến khích sản xuất tại địa phương. Cuối cùng, ông bắt đầu một dự án hệ thống hóa mạng lưới đường bộ.

## Kết hôn và trở về Turin (1814–1821)

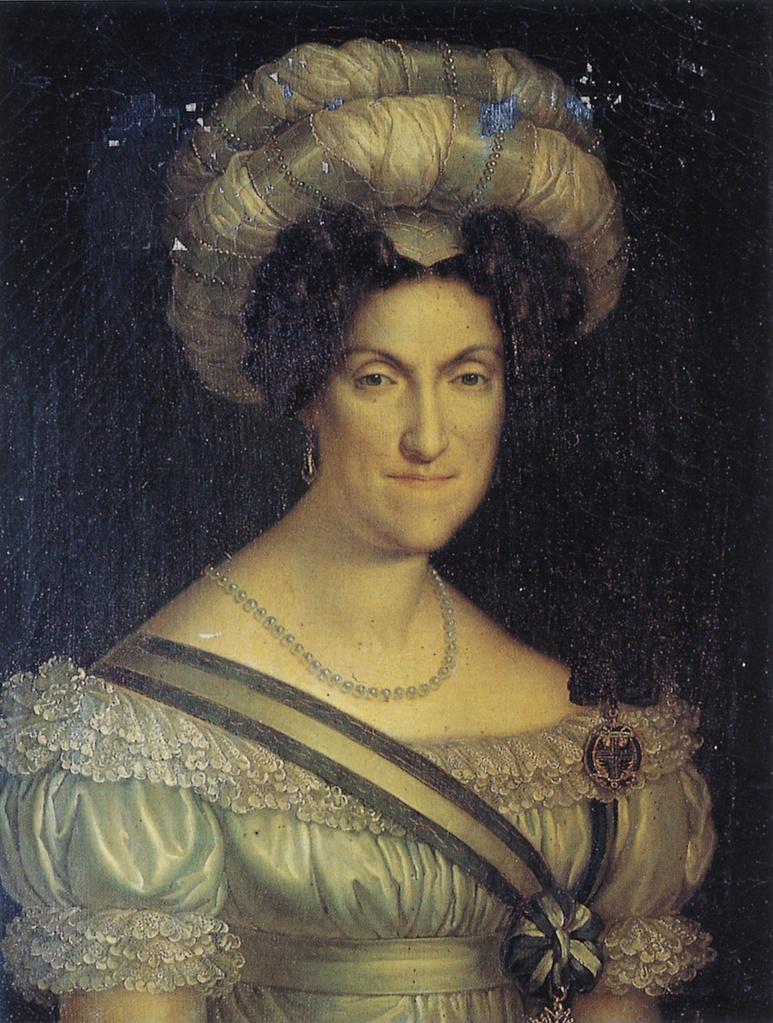
Maria Cristina của Napoli và Sicilie, vợ của Carlo Felice, vương hậu Sardegna

Vào ngày 7 tháng 3 năm 1807, tại Cappella Palatina của Palazzo dei Normanni ở Palermo, Carlo Felice đã kết hôn với Maria Cristina của Napoli và Sicilie (17 tháng 1 năm 1779 - 11 tháng 3 năm 1849), con gái của Ferdinando I của Hai Sicilie và Maria Karolina của Áo.
Cuộc hôn nhân này, ban đầu bị Carlo Felice phản đối, đã được sắp xếp vì lý do triều đại. Cả Carlo Emmanuel và Vittorio Emmanuel đều không có con trai (con trai của Victor Emmanuel đã bị bệnh và chết ở Sardinia), trong khi Công tước xứ Montferrat và Bá tước xứ Morian đã qua đời, vì vậy Carlo Felice đã trở thành người thừa kế hợp pháp và do đó phải sinh ra một người thừa kế nam.
Mặc dù cuộc hôn nhân với Maria Cristina tỏ ra hòa thuận, nhưng bà không thể có con, buộc Vittorio Emmanuel phải cân nhắc đến việc kế vị của Carlo Aberto, Thân vương xứ Carignano, đến từ một dòng nhánh của Nhà Savoia.
Sau khi Napoleon sụp đổ và Vittorio Emmanuel trở về Turin vào ngày 20 tháng 5 năm 1814, Carlo Felix đã ở lại với vua anh trong một thời gian ngắn trước khi trở về Sardinia vào năm sau cùng với vợ. Ông chính thức giữ chức Phó vương cho đến năm 1821, mặc dù ông đã trở lại triều đình ở Turin sau một thời gian ngắn.

### Sự thoái vị của Vittorio Emmanuel và sự nhiếp chính của Carlo Alberto

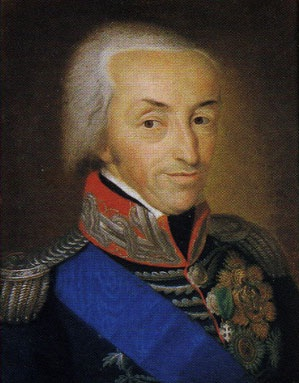
Vittorio Emanuele I, người đã thoái vị để ủng hộ Carlos Felice sau cuộc nổi loạn năm 1821

### Sự can thiệp của Carlo Felice

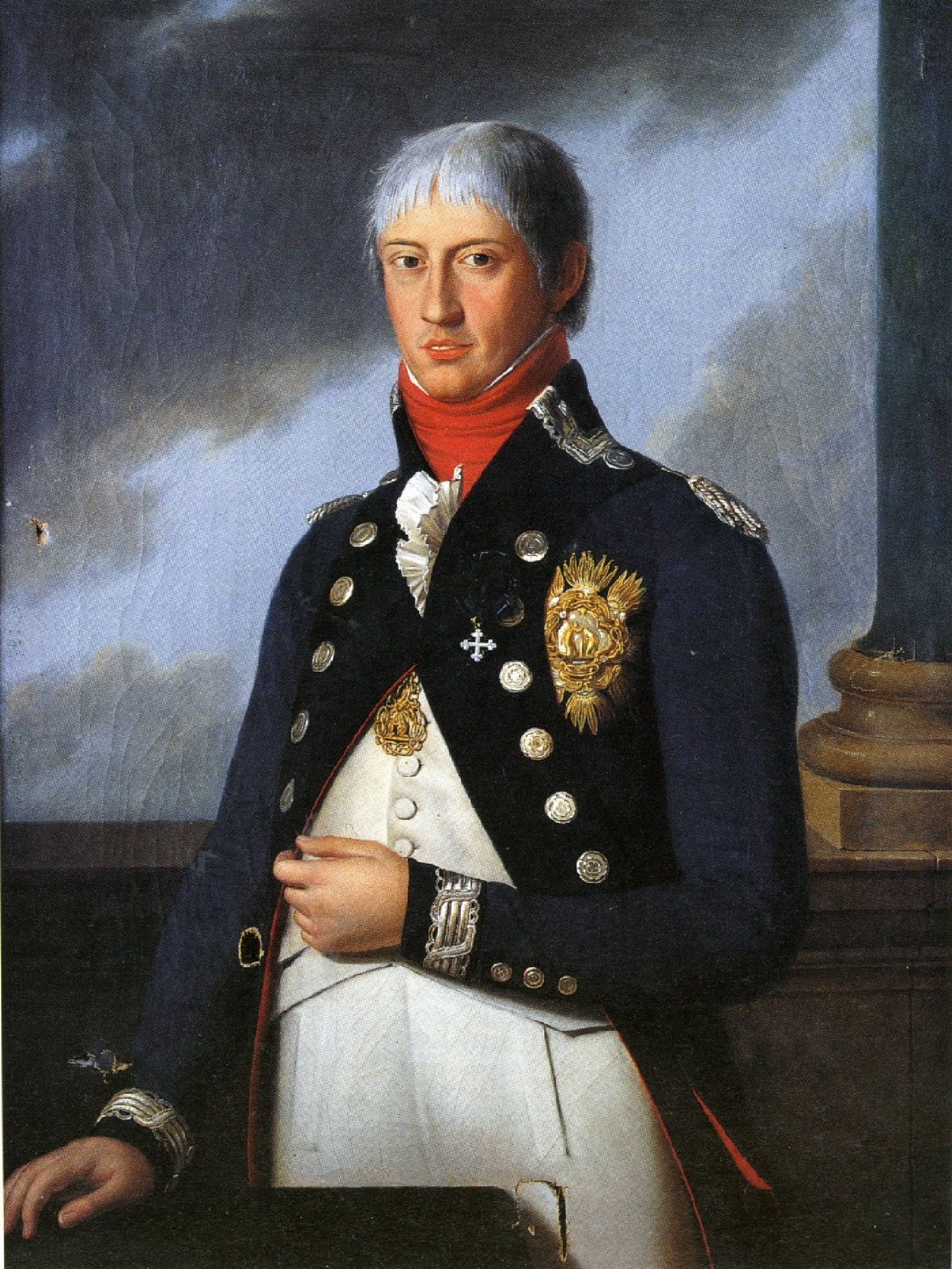
Chân dung Thân vương thừa kế Carlo Felice, khoảng năm 1820

### Chính sách nội trị

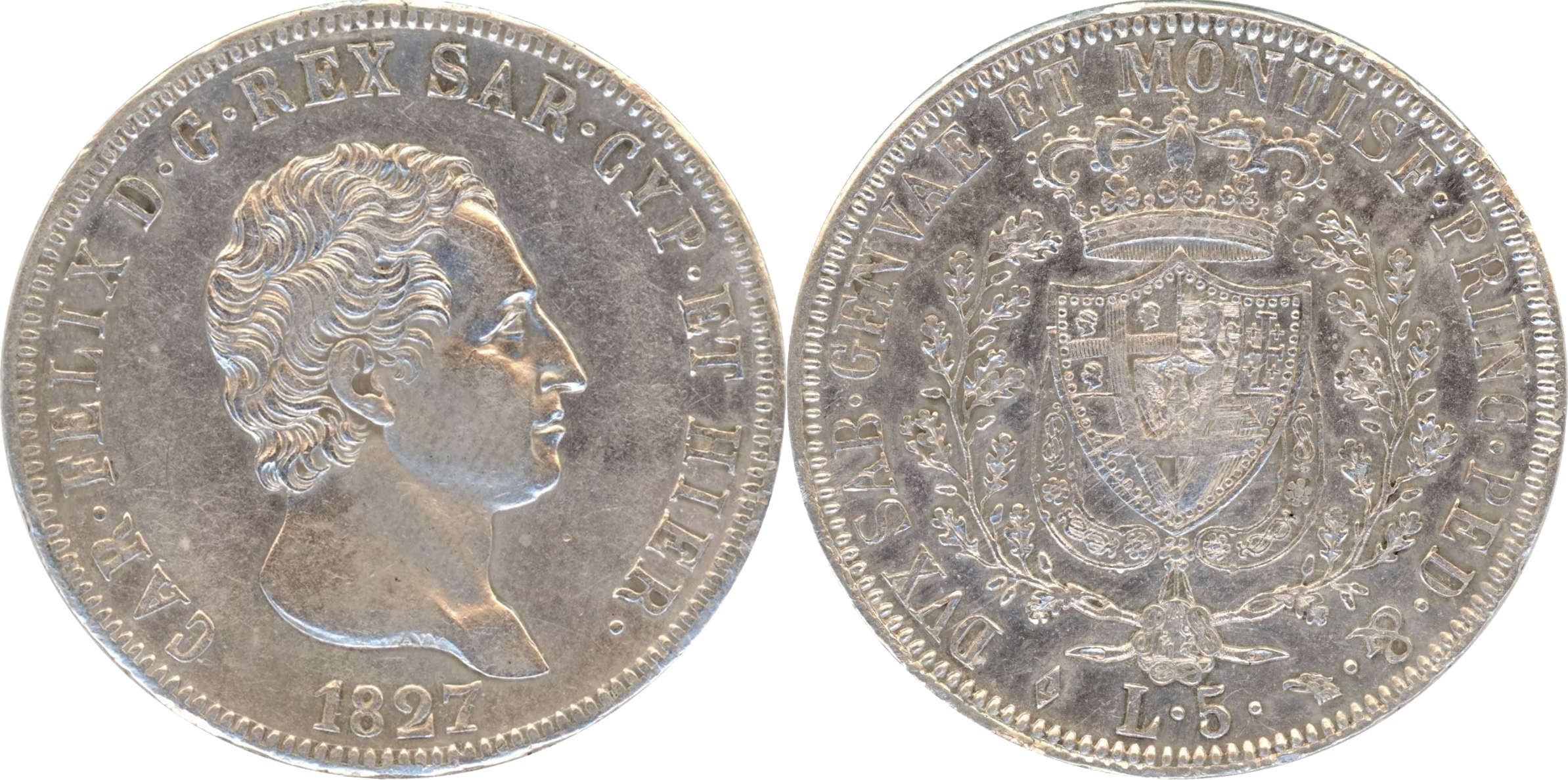
Xu bạc: 5 lire với mặt trước là chân dung của Carlo Felice, đúc năm 1827

### Các sáng kiến kinh tế

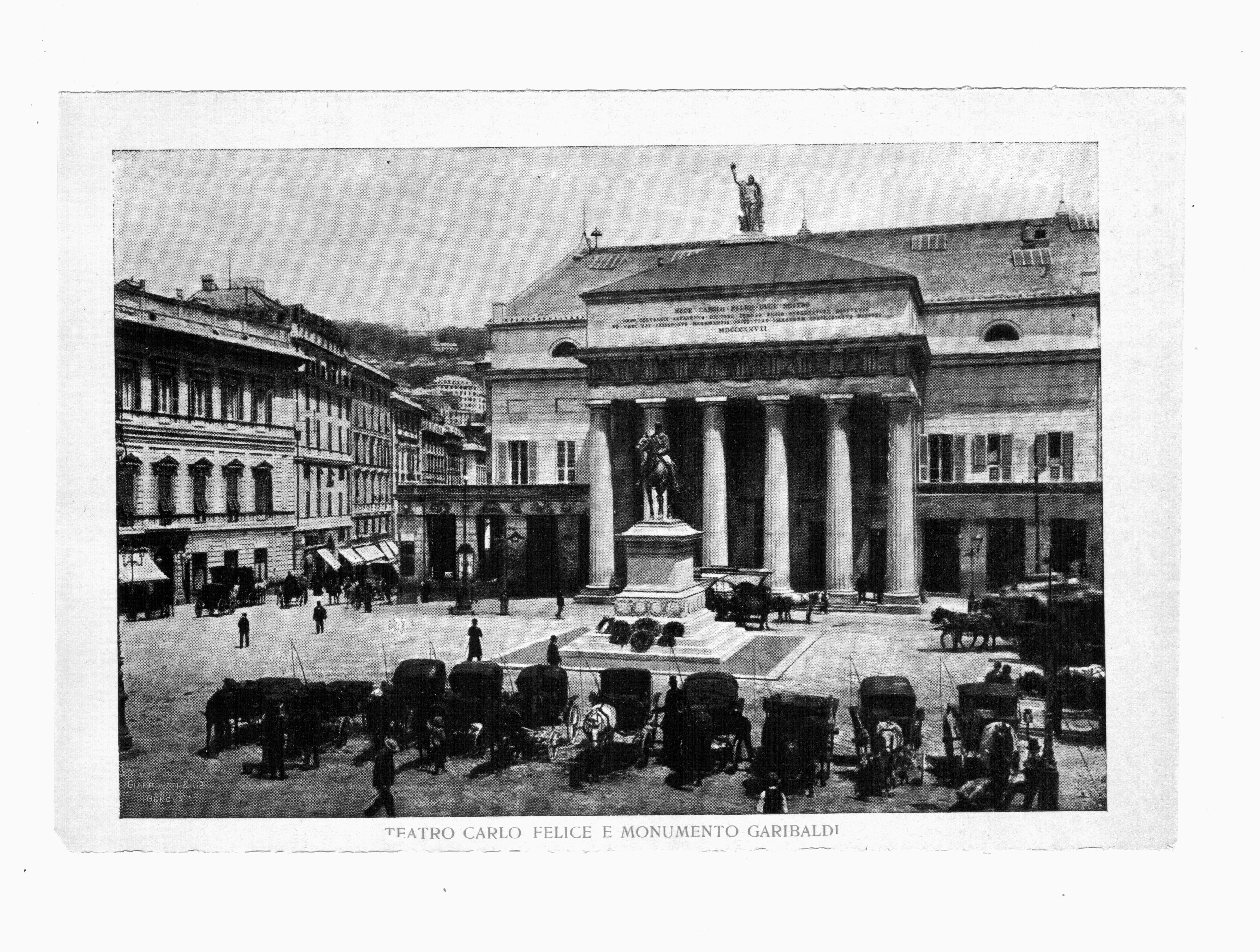
Teatro Carlo Felice, Genoa

### Chính sách đối ngoại

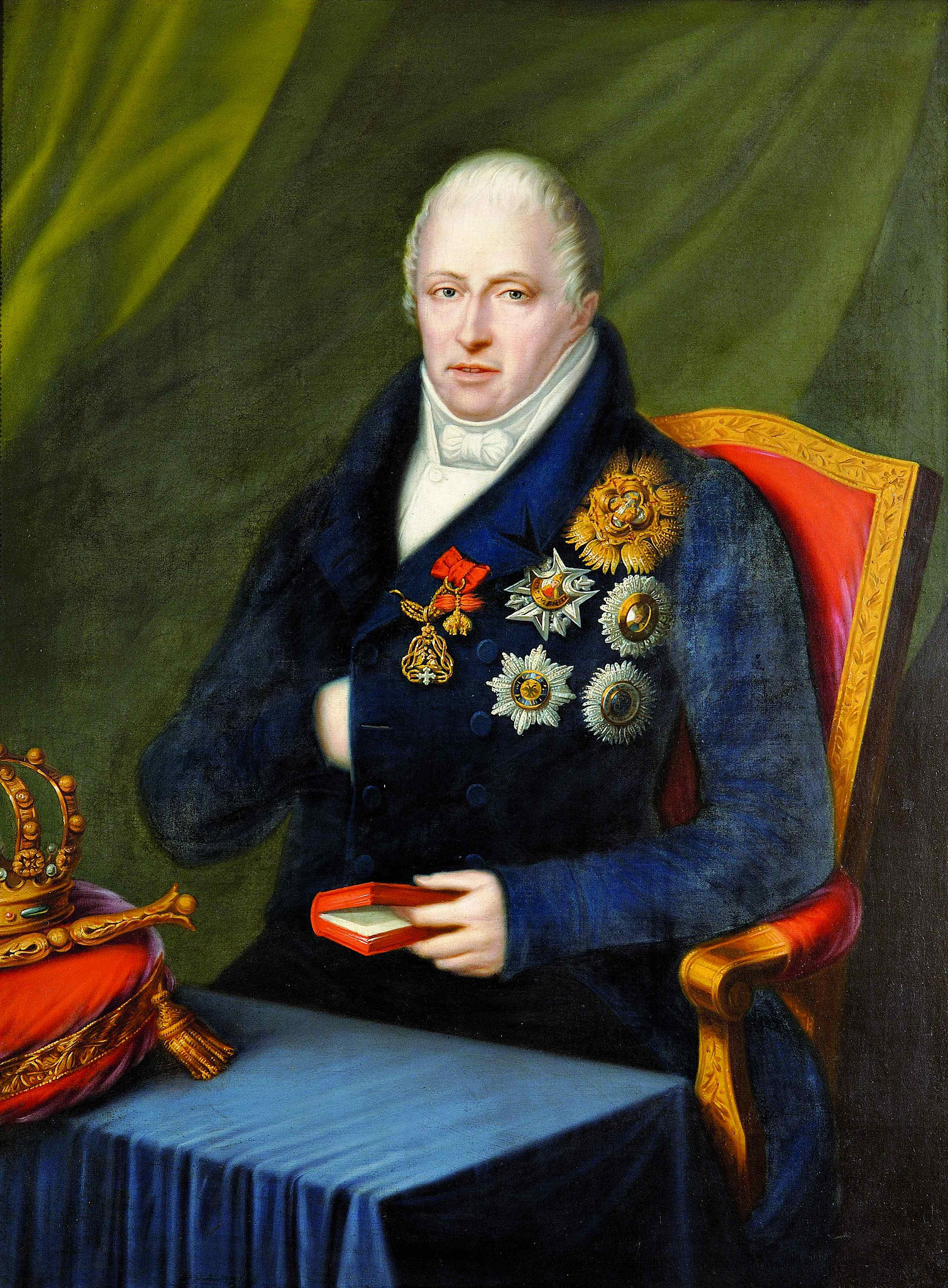
Chân dung vua Carlo Felice năm 1825.

### Bảo trợ

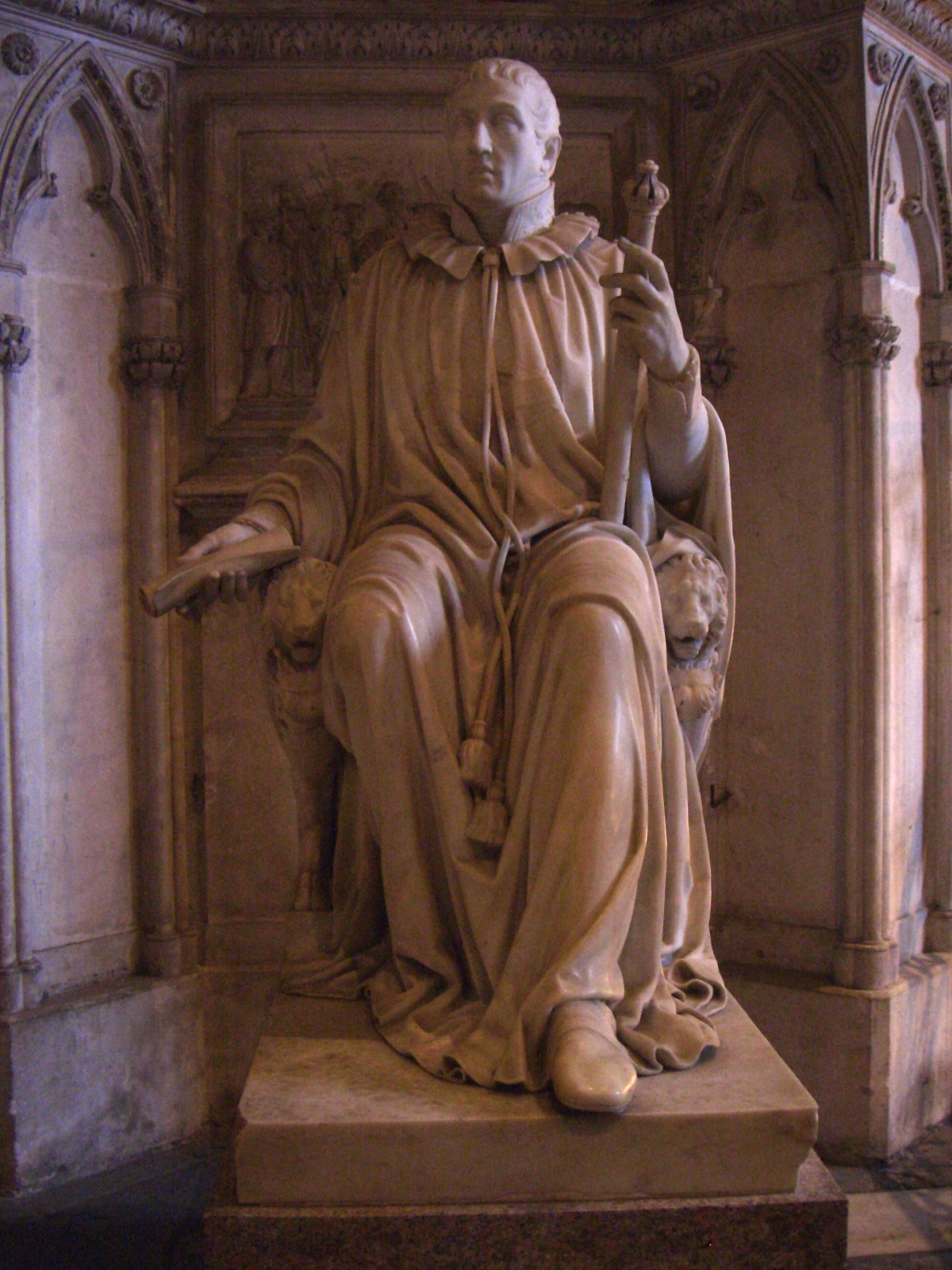
Lăng mộ của Carlo Felice tại Tu viện Hautecombe

## Cách mạng năm 1821